# Sungai Salak (Tempuling)
Sungai Salak is een bestuurslaag in het regentschap Indragiri Hilir van de provincie Riau, Indonesië. Sungai Salak telt 11.914 inwoners (volkstelling 2010).